# 모니카 도그라
모니카 도그라(Monica Dogra, 1982년 10월 25일 ~ )는 미국의 가수, 배우이다.